# 長徳寺 (山口市)
長徳寺（ちょうとくじ）は、山口県山口市にある寺院。
御詠歌：ゆるやかに渡る鐘の音 あいお路に ながけき徳を 今に伝えん

## 歴史
開山、開基等は不明
当初は胎蔵寺と称していたが、元和年中（1615～24年）に寺号を定林寺と改める。
明治維新の廃仏毀釈により廃寺となる。
1871年（明治4年）徹山太伝和尚が長府功山寺の末寺で壇の浦に寺籍のあった長徳寺を引寺するに尽力して今にいたる。